# Rásonysápberencs
Rásonysápberencs község Borsod-Abaúj-Zemplén vármegye Szikszói járásban. A megye leghosszabb nevű települése (Sátoraljaújhelynél 1 karakterrel hosszabb, de mindkettő 14 betű).

## Fekvése
A Cserehát tájegység délkeleti részén helyezkedik el, a Vasonca-patak völgyében, a megyeszékhely Miskolctól 30 kilométerre északkeletre.
A közvetlenül szomszédos települések: észak felől Detek, kelet felől Ináncs, dél felől Léh, nyugat felől Monaj, északnyugat felől pedig Selyeb. A két legközelebbi város a 15 kilométerre fekvő Szikszó és a 25 kilométerre lévő Encs.

### Megközelítése
Csak közúton érhető el, Léh vagy Detek érintésével, a 2624-es úton.

## Története
A mai település 1938. január 1-jén jött létre Abaújsáp, Rásony és Szárazberencs egyesítésével.
A három elődfalu közül Sápot említik legkorábban, 1221-ben, Sap néven; a felnémeti németeknek a Ruszkaiak elleni perében kiküldött poroszló nevében szerepelt.
Rásonyt 1326-ban említették először, Rasonwelgeként egy völgy nevében tűnt fel neve. 1334-ben a pápai tizedjegyzék szerint papja 6 garas pápai tizedet fizetett. 1427-ben 7 jobbágycsalád lakta (Rásonyt 5, Berencset 20.) 1639-ben török hódoltság alá került, elnéptelenedett, csak a 18. században népesült be végleg újra. Népességét később pestis pusztította el, 1720-ban pusztaság, csak később népesült be újra.
Berencset 1318-ban említették először, Barach néven. 1318-ban Berencsi nemes Drugeth Fülöp volt az ispánja. 1326-ban Léh és Berencs között fekvő Karácsond birtokot említette egy oklevél.

## Közélete

### Polgármesterei
- 1990–1994: Medve Ferenc (független)[3]
- 1994–1998: Medve Ferenc (független)[4]
- 1998–2002: Medve Ferenc (független)[5]
- 2002–2006: Medve Ferenc (független)[6]
- 2006–2010: Medve Ferenc (független)[7]
- 2010–2014: Medve Ferenc (független)[8]
- 2014–2019: Medve Ferenc (független)[9]
- 2019–2024: Medve Ferenc (független)[10]
- 2024– : Medve Ferenc (független)[1]

## Népesség
A település népességének változása:
| Lakosok száma | 613  | 592  | 569  | 525  | 510  | 509  | 519  |
|               | 2013 | 2014 | 2015 | 2021 | 2022 | 2023 | 2024 |

2001-ben a település lakosságának 96%-a magyar, 4%-a cigány nemzetiségűnek vallotta magát.
A 2011-es népszámlálás során a lakosok 95%-a magyarnak, 23,4% cigánynak mondta magát (5% nem nyilatkozott; a kettős identitások miatt a végösszeg nagyobb lehet 100%-nál). A vallási megoszlás a következő volt: római katolikus 32,1%, református 34%, görögkatolikus 16,4%, evangélikus 1,7%, felekezeten kívüli 5,3% (10,1% nem válaszolt).
2022-ben a lakosság 98,2%-a vallotta magát magyarnak, 10% cigánynak, 0,4% ruszinnak, 0,4% ukránnak, 0,2% szlováknak, 1% egyéb, nem hazai nemzetiségűnek (1,8% nem nyilatkozott; a kettős identitások miatt a végösszeg nagyobb lehet 100%-nál). Vallásuk szerint 20,4% volt római katolikus, 27,1% református, 11,8% görög katolikus, 0,2% egyéb keresztény, 1,4% evangélikus, 26,7% felekezeten kívüli (12,2% nem válaszolt).

## Látnivalók
- Csoma-Farkas-kúria (klasszicista)
- Rásonyi templom (református, 12. századi eredetű)
- Rásonyi harangláb (1748)
- Berencsi templom (református, Léh faluval közösen építették 1780–1790 között)

## Testvértelepülése
- Tornaújfalu  Szlovákia

## Nevezetes emberek
- Szárazberencsen 1877-ben született Dunay Bertalan gépészmérnök, vívóbajnok.
- Egy Showder Klubos előadásában rásonysápberencsi lakosnak mondta magát Bellus István miskolci humorista.
- Dr. Ignácz István (Rásonysápberencs, 1955. február 3. –) magyar rendőrtiszt, hivatalvezető, egyetemi tanár.